# Patito feo: El musical más bonito
Patito Feo: El musical más bonito es el cuarto proyecto musical y primer álbum en vivo de la telenovela Patito Feo, lanzado en formato CD y DVD homónimos el 22 de junio de 2010, por EMI Records.
Publicado como banda sonora de la gira Patito Feo: El musical con Laura Esquivel, está compuesto por tres ediciones distintas: edición para  Italia (Il Mondo di Patty: Il musical più bello), edición para Grecia (Patty: Laura Esquivel Live in Athens) y edición para España (Patito Feo: El musical más bonito). Cada edición contiene el repertorio de canciones interpretadas por Laura Esquivel durante el espectáculo y el DVD incluye el respectivo show completo de la artista grabado en cada país.

## Antecedentes y lanzamiento
La gran popularidad de la serie en Europa, y el éxito de Patito Feo en las listas de ventas llevó a cabo una tercera gira musical: Patito Feo: El musical con Laura Esquivel. El tour comenzó el 16 de diciembre de 2009, en Italia. Después de un largo recorrido por España y Portugal, el tour finalizó en Grecia el 13 de febrero de 2011, donde el espectáculo fue grabado para su lanzamiento, así como en España e Italia, poniendo el broche final a la gira de Laura Esquivel después de 62 funciones presentadas ante más de 330 000 espectadores.
Debido a la gran demanda por parte del público, el espectáculo fue estrenado como película-concierto en 200 salas de cine en Italia como Il Mondo di Patty: La Festa al Cinema. Posteriormente, fue estrenado en Disney Channel España el 1 de abril de 2011.

## Contenido musical
Patito Feo: El musical más bonito cuenta con tres ediciones distintas para Italia, España y Grecia. El álbum incluye el repertorio de canciones interpretadas por Laura Esquivel durante la gira, siendo una recopilación de las tres bandas sonoras de la serie: Patito Feo: La historia más linda, Patito Feo en el Teatro y La vida es una fiesta.
Durante el musical y como parte del álbum en vivo, la artista interpretó por primera vez canciones como «Un Beso Para Mí» al igual que las versiones internacionales de «Un Rincón Del Corazón» en sus respectivos países. Esto se debe a que no formaron parte del setlist de ninguna de las giras antecesoras: La historia más linda en el Teatro y El Show más lindo. 
Tres nuevas canciones habían sido especialmente diseñadas para el espectáculo musical de Laura Esquivel: «Fuerte y Frágil», «Sola Jamás» y «Una Simple Sonrisa» fueron interpretadas por el Elenco del Musical como interludio para la artista. 

## Ediciones y lista de canciones

### Il Mondo Di Patty: Il musical più bello(Edición italiana CD)
| Il Mondo Di Patty: Il musical più bello |                                         |                                     |          |  |
| N.º                                     | Título                                  | Escritor(es)                        | Duración |  |
| 1.                                      | «Quiero, Quiero» (Beatrice Baldaccini)  | C. Nilson, M. Schajris, G. Gardelín | 2:27     |  |
| 2.                                      | «Amigos del Corazón» (Laura Esquivel)   | C. Nilson, M. Schajris, G. Gardelín | 2:23     |  |
| 3.                                      | «Cantemos Más Fuerte» (Laura Esquivel)  | C. Nilson, M. Schajris              | 2:11     |  |
| 4.                                      | «Forte e Fragile» (Beatrice Baldaccini) | Fabio Serri, Daniele Luppino        | 3:10     |  |
| 5.                                      | «Tango Llorón» (Beatrice Baldaccini)    | R. Nilson, M. Schajris              | 2:20     |  |
| 6.                                      | «Un Poco Más» (Elenco del Musical)      | R. Nilson, M. Schajris              | 2:36     |  |
| 7.                                      | «Nadie Más» (Flavio Gismondi)           | C. Nilson, M. Schajris              | 3:49     |  |
| 8.                                      | «Y Ahora Qué» (Laura Esquivel)          | C. Nilson, M. Schajris              | 3:53     |  |
| 9.                                      | «Sola Mai» (Ambra Lo Faro "Mafy")       | Fabio Serri, Daniele Luppino        | 3:18     |  |
| 10.                                     | «Un Semplice Sorriso» (Denise Faro)     | Fabio Serri, Daniele Luppino        | 2:40     |  |
| 11.                                     | «Algo Tuyo En Mí» (Laura Esquivel)      | C. Nilson, M. Schajris              | 4:20     |  |
| 12.                                     | «Fiesta» (Laura Esquivel)               | C. Nilson, M. Schajris              | 3:28     |  |
| 13.                                     | «Las Divinas» (Beatrice Baldaccini)     | C. Nilson, M. Schajris              | 1:49     |  |
| 14.                                     | «Un Angolo del Cuore» (Laura Esquivel)  | C. Nilson, M. Schajris              | 2:57     |  |
| 41:00                                   |                                         |                                     |          |  |

### Patito Feo: El musical más bonito (Edición española CD + DVD)
| Patito Feo: El musical más bonito |                                          |                                     |          |  |
| N.º                               | Título                                   | Escritor(es)                        | Duración |  |
| 1.                                | «Quiero, Quiero» (Elena Gómez)           | C. Nilson, M. Schajris, G. Gardelín | 2:27     |  |
| 2.                                | «Amigos Del Corazón» (Laura Esquivel)    | C. Nilson, M. Schajris, G. Gardelín | 2:23     |  |
| 3.                                | «Cantemos Más Fuerte» (Laura Esquivel)   | C. Nilson, M. Schajris              | 2:11     |  |
| 4.                                | «Un Poco De Silencio» (Marco Di Folco)   | C. Nilson, M. Schajris              | 2:11     |  |
| 5.                                | «Sueño De Amor» (Laura Esquivel)         | C. Nilson, M. Schajris              | 2:13     |  |
| 6.                                | «Fuerte y Frágil» (Elena Gómez)          | Fabio Serri, Daniele Luppino        | 3:09     |  |
| 7.                                | «Tango Llorón» (Elena Gomez)             | R. Nilson, M. Schajris              | 2:24     |  |
| 8.                                | «Un Poco Más» (Elenco del Musical)       | R. Nilson, M. Schajris              | 2:37     |  |
| 9.                                | «Nadie Más» (Flavio Gismondi)            | C. Nilson, M. Schajris              | 3:50     |  |
| 10.                               | «Y Ahora Qué» (Laura Esquivel)           | C. Nilson, M. Schajris              | 3:51     |  |
| 11.                               | «Sola Jamás» (Angie Alcázar)             | Fabio Serri, Daniele Luppino        | 3:21     |  |
| 12.                               | «Tarde De Otoño» (Florencia Aragón)      | C. Nilson, M. Schajris, G. Gardelín | 3:11     |  |
| 13.                               | «Una Simple Sonrisa» (Denise Faro)       | Fabio Serri, Daniele Luppino        | 2:50     |  |
| 14.                               | «Algo Tuyo En Mí» (Laura Esquivel)       | C. Nilson, M. Schajris              | 4:25     |  |
| 15.                               | «Fiesta» (Laura Esquivel)                | C. Nilson, M. Schajris              | 3:26     |  |
| 16.                               | «Las Divinas» (Beatrice Baldaccini)      | C. Nilson, M. Schajris              | 1:46     |  |
| 17.                               | «Un Rincón Del Corazón» (Laura Esquivel) | C. Nilson, M. Schajris              | 3:09     |  |
| 49:00                             |                                          |                                     |          |  |

### Patty: Laura Esquivel Live in Athens (Edición griega CD + DVD)
| Patty: Laura Esquivel Live in Athens |                                                           |                                     |          |  |
| N.º                                  | Título                                                    | Escritor(es)                        | Duración |  |
| 1.                                   | «Amigos Del Corazón» (Laura Esquivel)                     | C. Nilson, M. Schajris, G. Gardelín | 2:23     |  |
| 2.                                   | «Cantemos Más Fuerte» (Laura Esquivel)                    | C. Nilson, M. Schajris              | 2:11     |  |
| 3.                                   | «Las Divinas» (Alessandra Rassimov)                       | C. Nilson, M. Schajris              | 1:46     |  |
| 4.                                   | «Nadie Más» (Louis Georgiou)                              | C. Nilson, M. Schajris              | 3:50     |  |
| 5.                                   | «Sueño De Amor» (Laura Esquivel)                          | C. Nilson, M. Schajris              | 2:13     |  |
| 6.                                   | «Y Ahora Qué» (Laura Esquivel)                            | C. Nilson, M. Schajris              | 3:51     |  |
| 7.                                   | «Más» (Laura Esquivel)                                    | C. Nilson, M. Schajris              | 2:58     |  |
| 8.                                   | «Las Divinas (Reggaeton Remix)» (Instrumental)            | R. Nilson, M. Schajris              | 3:11     |  |
| 9.                                   | «Algo Tuyo En Mí» (Laura Esquivel)                        | C. Nilson, M. Schajris              | 4:25     |  |
| 10.                                  | «Un Beso Para Mí» (Laura Esquivel)                        | C. Nilson, M. Schajris              | 4:17     |  |
| 11.                                  | «Diosa, Única» (Alessandra Rassimov)                      | C. Nilson, M. Schajris              | 2:23     |  |
| 12.                                  | «Cantemos Más Fuerte» (Laura Esquivel)                    | R. Nilson, M. Schajris              | 2:10     |  |
| 13.                                  | «Quiero, Quiero» (Alessandra Rassimov)                    | C. Nilson, M. Schajris, G. Gardelín | 2:45     |  |
| 14.                                  | «Amigos Del Corazón» (Laura Esquivel)                     | C. Nilson, M. Schajris, G. Gardelín | 2:23     |  |
| 15.                                  | «Tango Llorón» (Alessandra Rassimov)                      | R. Nilson, M. Schajris              | 2:24     |  |
| 16.                                  | «Fiesta» (Laura Esquivel)                                 | C. Nilson, M. Schajris              | 3:26     |  |
| 17.                                  | «A Volar» (Laura Esquivel)                                | C. Nilson, M. Schajris, I. Nilson   | 2:49     |  |
| 18.                                  | «Cuando Pienso En Ti» (Laura Esquivel)                    | C. Nilson, M. Schajris              | 3:06     |  |
| 19.                                  | «Μες Την Καρδιά / Un Rincón Del Corazón» (Laura Esquivel) | C. Nilson, M. Schajris              | 3:09     |  |
| 20.                                  | «Cantemos Más Fuerte - Encore» (Laura Esquivel)           | C. Nilson, M. Schajris              | 2:11     |  |
| 21.                                  | «Un Rincón Del Corazón - Encore» (Laura Esquivel)         | C. Nilson, M. Schajris              | 3:09     |  |
| 22.                                  | «Fiesta - Encore» (Laura Esquivel)                        | C. Nilson, M. Schajris              | 3:26     |  |
| 59:00                                |                                                           |                                     |          |  |

## Posicionamiento en listas
| País                | Mejor posición |
| ------------------- | -------------- |
| Italia (FIMI)       | 1              |
| España (Promusicae) | 1              |
| Grecia (IFPI)       | 1              |

## Historial de lanzamientos
| País   | Fecha               | Formato  | Discografía |
| ------ | ------------------- | -------- | ----------- |
| Italia | 1 de junio de 2010  | CD       | EMI Records |
| España | 22 de junio de 2010 | CD y DVD | EMI Records |
| Grecia | 28 de junio de 2011 | CD y DVD | Minos EMI   |